# 濟公 (無綫電視劇)
《濟公》(英语：The Legend of Master Chai) 是香港電視廣播有限公司製作的電視劇集，被安排在1997年農曆新年期間在無綫電視翡翠台首播，全劇共20集，香港播出版本為經刪剪的一共15集。本劇由梁榮忠、何寶生、梁小冰及陳采嵐領銜主演，以濟公一生事跡為題材。

## 故事開首
常言道「石中有火，不打不出；人心有佛，不修不顯」，故事由一班不好好修行，而行差踏錯的的神仙開始。降龍、伏虎只顧著在天庭吃喝玩樂，民間的疾苦一概不理，甚至感到厭惡。玉女只顧著打扮，不去修道，一有空就只知道跟哮天犬玩耍。二郎神仗著自是玉帝的親戚，到處橫行霸道，還縱容他的哮天犬到處亂跑亂叫、破壞花草、更偷吃降龍伏虎的齋菜。如此這般的神仙、羅漢一見面就吵翻天。
而橫跨天地的恩怨就由一根樹枝引起，玉女跟哮天犬玩耍的時候，不慎將樹枝擲到降龍的齋菜中，盛怒下的降龍錯腳將哮天犬踢死。降龍知道自己大禍臨頭，於是想出一個鬼點子，打算先偷月老的千依百順散給玉女，然後叫玉女偷觀音的回仙露，使救哮天復活。誰知道一錯再錯，錯餵玉女情根深種丸。觀音大士大興問罪之師，降龍罪無可恕，但是玉女和哮天犬也責無旁貸。結果他們全被判下凡間再次修行。如果降龍無法化解哮天犬的仇怨，及玉女的情深，就得生生世世淪為畜生道。
臨別依依，情根深種的玉女跟降龍約定在凡間相認，口中念著︰「十年生死兩茫茫，不思量，自難忘，千里孤墳無處話淒涼，縱使相逢應不識，塵滿面……

## 角色

### 李家
| 演員   | 角色   | 關係/暱稱/職業 |
| 李龍基 | 李贊善 | 贊善堂老闆 御醫 劉八彩、金少枝之夫 李修元、李釋元之父 |
| 盧宛茵 | 劉八彩 | 李贊善之妻 李修元之母 紀威之表姐 |
| 韓馬利 | 金少枝 | 曾為春風得意樓姑娘 李贊善之妾 李釋元之母 金少貴之妹 |
| 梁榮忠 | 李修元 | 修元、降龍、道濟、濟公、知覺大師 前為降龍羅漢，因踢死哮天犬、及誤餵玉女情根深種丸，被貶下凡間再次修行 李贊善、劉八彩之子 李釋元之兄 紀柔之表哥、未婚夫，及後悔婚 出家為道濟大師、又名濟公 |
| 何寶生 | 李釋元 | 釋元、哮天犬 前為哮天犬，因貪吃，被降龍羅漢錯腳踢死 陳鐵、金少枝之子 李修元之弟 單戀紀柔，後愛上藍丑丑                                                                                    |

### 紀家
| 演員   | 角色  | 關係/暱稱/職業 |
| 秦 煌  | 紀 威 | 一介秀才，後成為杭州縣官 紀柔之父 劉八彩之表弟 |
| 梁小冰 | 紀 柔 | 柔柔、玉女 前為玉女，被餵食情根深種丸，對第一眼看到的降龍羅漢情根深種 因只顧打扮，被貶下凡間再次修行、經歷七情六慾 生為醜女，後變成美女 紀威之女 李修元之未婚妻，深愛李修元 被李釋元單戀 |

### 趙家
| 演員   | 角色   | 關係/暱稱/職業                                                             |
| 夏 萍  | 趙大娘 | 山賊 患有健忘症，後因喝下濟公的洗澡水康復 趙彬之母 藍丑丑之養母            |
| 羅 莽  | 趙 彬  | 山賊寨主 自少立志統一全天下的山賊 趙大娘之子 藍丑丑之義兄                  |
| 陳采嵐 | 藍丑丑 | 丑丑 於十多歲時父母雙亡，後被趙大娘收養 趙大娘之養女 濟公之徒弟 愛上李釋元 |

### 神仙界
| 演員   | 角色     | 關係/暱稱/職業                                                                                    |
| 黎彼得 | 伏虎羅漢 | 伏虎、威武大將軍、土地公 降龍羅漢之好友 下凡將功力給予李修元 極力阻止李修元與紀柔之婚事           |
| 白 茵  | 觀音大士 | 將降龍羅漢、玉女、哮天犬貶下凡間                                                                  |
| 李家鼎 | 二郎神   | 哮天犬之主人 縱容哮天犬偷吃降龍、伏虎的齋菜 推降龍羅漢下凡前，打散其靈智 後騙藍丑丑餵濟公吃下獸丸 |
| 黃 新  | 月 老    | 情根深種丸之主人 用激將法勸伏虎下凡幫助降龍                                                       |

### 其他演員
| 演員   | 角色     | 關係/暱稱/職業               |
| 俞 明  | 性空大師 | 靈隱寺主持                   |
| 鄧兆尊 | 廣 亮    | 靈隱寺監寺                   |
| 鄧英敏 | 金少貴   | 金少枝之兄、李釋元之舅       |
| 談泉慶 | 陳 鐵    | 李釋元之生父，後被李釋元所殺 |
| 凌 漢  | 冬 叔    | 李家管家                     |
| 王賢誌 | 大 漢    | 捕快，曾被藍丑丑列為夫婿人選 |

## 電視節目的變遷

### 首播
| 英屬香港 無綫電視翡翠台黃金時段 第二線劇集 星期一至五 21:15-22:15 | 英屬香港 無綫電視翡翠台黃金時段 第二線劇集 星期一至五 21:15-22:15 | 英屬香港 無綫電視翡翠台黃金時段 第二線劇集 星期一至五 21:15-22:15 |
| ----------------------------------------------------------------- | ----------------------------------------------------------------- | ----------------------------------------------------------------- |
|                                                                   | 濟公 （1997.1.27 - 1997.2.14）                                    |                                                                   |
| 皇家反千組 （1997.1.6 - 1997.1.24）                               | 當女人愛上男人 （1997.2.17 - 1997.3.7）                           |                                                                   |

### 重播
| 無綫電視翡翠台 星期一至五 11:50-12:45 | 無綫電視翡翠台 星期一至五 11:50-12:45 | 無綫電視翡翠台 星期一至五 11:50-12:45 |
| ------------------------------------- | ------------------------------------- | ------------------------------------- |
|                                       | 濟公 （1998.9.14 - 1998.10.7）        |                                       |
| 倚天屠龍記 （1998.7.3 - 1998.9.10）   | 狀王宋世傑 （1998.10.8 - 1998.11.20） |                                       |